# Linda Troyekens
Linda Troyekens est une ancienne cycliste belge, née le 11 mai 1960 à Asse.

## Palmarès sur route
- 1996
  - 2e du championnat de Belgique sur route
- 1997
  - Sinaai
  - Elsegem

## Palmarès sur piste

### Championnats nationaux
- 1996
  -  Championne de poursuite
  - 3e du 500 mètres
- 1997
  -  Championne de poursuite
  -  Championne de l'omnium
  - 3e du 500 mètres
- 1998
  -  Championne de la course aux points
  -  Championne de poursuite
  - 2e du 500 mètres
  - 2e de l'omnium